# Raúl Rodríguez da Silva
Raúl Rodríguez da Silva (Durazno, Uruguay, 19 de mayo de 1943 - Paysandú, Uruguay, 22 de mayo de 2025) fue un actor, director, pedagogo y político de izquierda uruguayo.
Representante en América Latina del Instituto Ruso de Artes Teatrales (GITIS), miembro de la Asociación de Escritores de Rusia, director del Taller de Teatro de Paysandú,  creador y gestor de la Muestra Internacional de Teatro del Mercosur Interior "Atahualpa del Cioppo". 

## Biografía
Estudió teatro en la Escuela Municipal de Arte Dramático de Montevideo, y trabajó en teatro y televisión junto a Margarita Xirgú, Lautaro Murúa y Luis Sandrini. También fue periodista.
Fue integrante del PCU, y posteriormente del Movimiento de Liberación Nacional-Tupamaros. Fue detenido en Uruguay en 1972, liberado, posteriormente estuvo en Chile, donde tras el golpe de Estado fue apresado; liberado por mediación del diplomático sueco Harald Edelstam poco antes de ser fusilado. En 1974 asiste a un congreso tupamaro clandestino en Buenos Aires. De nuevo en Uruguay para reorganizar el movimiento, es apresado en 1975; queda en prisión hasta la amnistía posdictadura en 1985.
Retoma la actuación, prácticamente retirado de la política; aunque estuvo vinculado a la corriente de Izquierda.
Fue candidato a la Presidencia de la República por el partido Asamblea Popular. Recibió 4.173 votos en las elecciones internas de junio de 2009 y 15.428 en las presidenciales/parlamentarias de octubre del mismo año.